# John Karna
John Timothy Karna, född 18 november 1992 i Houston i Texas, är en amerikansk skådespelare. Han är känd för att spela rollen som Noah Foster i MTVs slasherserie Scream. Han medverkar i säsong 1 och 2 av denna serie.

## Filmografi (i urval)

### Filmer
- 2016 – Sugar Mountain
- 2017 – Lady Bird
- 2021 – The Blazing World

### TV-serier
- 2014 – The Neighbors (TV-serie)
- 2014 – Law & Order: Special Victims Unit (TV-serie)
- 2014 – Modern Family (TV-serie)
- 2015–2016 – Scream (TV-serie)
- 2016 – Chicago Fire (TV-serie)
- 2018 – Dirty John (TV-serie)
- 2021 – 9-1-1: Lone Star (TV-serie)